# Sportåret 1981

## Händelser

### Allmänt
- 23 juli-1 augusti - Dövas världsspel avgörs i Sportcentrum i Köln.[1]
- 30 september - IOK meddelar att olympiska vinterspelen 1988 avgörs i Calgary och inte i någon av motkandidatorterna Falun/Åre eller Cortina d'Ampezzo.[1]

### Amerikansk fotboll
- Oakland Raiders besegrar Philadelphia Eagles med 27 – 10 i Super Bowl XV (Final för 1980).

#### NFL:s slutspel för 1981
Från och med 1978 infördes ett nytt system för slutspelet. Vinnarna av de tre divisionerna i respektive Conference går automatiskt till slutspelet, som utökats med ytterligare två lag (kallade Wild Cards – de två lag som förutom divisionssegrarna uppnått bästa resultat under året). Wild Cards möts i en första omgång (I) varvid segrande lag går till slutspelet (II).

##### NFC (National Football Conference)
- Divisionssegrare: Dallas Cowboys, San Francisco 49ers och Tampa Bay Buccaneers
- Wild Cards:  Philadelphia Eagles och New York Giants
- I –
  - New York Giants besegrar Philadelphia Eagles med 27 - 21
- II –
  - San Francisco 49ers besegrar New York Giants med 38 - 24
  - Dallas Cowboys besegrar Tampa Bay Buccaneers med 38 - 0
    - San Francisco 49ers besegrar Dallas Cowboys med 28 - 27 i NFC-finalen

##### AFC (American Football Conference)
- Divisionssegrare: San Diego Chargers, Cincinnati Bengals och Miami Dolphins
- Wild Cards:  New York Jets och Buffalo Bills
- I –
  - Buffalo Bills besegrar New York Jets med 31 - 27
- II -
  - San Diego Chargers besegrar Miami Dolphins med 41 – 38 efter förlängning
  - Cincinnati Bengals besegrar Buffalo Bills med 28 - 21
    - Cincinnati Bengals besegrar San Diego Chargers med 27 - 7 i AFC-finalen

### Bandy
- 11 februari - USA inträder i Internationella bandyförbundet.[2]
- 15 februari -  Sverige vinner världsmästerskapet i Sovjet före Sovjet och Finland.[3]
- 14 mars - IK Göta blir svenska dammästare genom att finalslå Selånger SK med 12-4 på Söderstadion i Stockholm.[4]
- 22 mars - IF Boltic blir svenska herrmästare genom att finalslå Selånger SK med 3-2 på Söderstadion i Stockholm.[5][6]

### Baseboll
- 28 oktober - National League-mästarna Los Angeles Dodgers vinner World Series med 4-2 i matcher över American League-mästarna New York Yankees.[7]

### Basket
- 9 april - Alviks BK, Stockholm blir svenska mästare för herrar genom att finalslå Hageby BBK med 128-91 i femte och avgörande finalen i Eriksdalshallen i Stockholm.[1]
- 14 maj - Boston Celtics vinner NBA-finalserien mot Houston Rockets.[8]
- 5 juni - Sovjet vinner herrarnas Europamästerskap genom att finalslå Jugoslavien med 84-67 i Prag.[9]
- 20 september - Sovjet vinner damernas Europamästerskap genom att finalslå Polen med 85-42 i Italien.[10]
- Södertälje BBK blir svenska mästare för damer.

### Bordtennis
- 8 februari - Tibor Klampar, Ungern finalslår Stellan Bengtsson, Sverige med 3-2 i set i finalen vid Europa Top 12 i Miskolc.[1]

### Boxning
- 3-10 maj - Amatör-Europamästerskapen avgörs i Tammerfors.[1]
- 19 maj - Gerry Cooney, USA besegrar Ken Norton, USA i New York.[1]
- 26 juni - Sugar Ray Leonard, USA besegrar Ayub Kalule, Uganda vid en titelmatch i Houston om mellanviktstiteln.[1]
- 2 september - IOK beslutar att Ingemar Johansson, Sverige skall återfå sitt olympiska silver från 1952, då spelen gick i Helsingfors.[1]
- 16 september - Sugar Ray Leonard, USA besegrar Thomas Hearns, USA på knockout i 14:e ronden i en superwelterviktsmatch i Caesars Palace i Las Vegas.[1]
- 6 november - Larry Holmes, USA besegrar Renaldo Snipes, USA i Pittsburgh under kampen om WBC.[1]
- 10 december - Trevor Berbick, Jamaica besegrar Muhammad Ali, USA i en match om 10 ronder i Nassau.[1]

### Brottning
- 15 mars - Svenska mästerskapen i grekisk-romersk stil avslutas i Lidköping.[1]
- 11 april - Europamästerskapen i grekisk-romersk stil avslutas i Göteborg.[1]

### Curling
- 20 mars - Sverige med laget Elisabeth Högström, Carina Olsson, Birgitta Sewik och Karin Sjögren blir damvärldsmästare för damer i Perth, Skottland  före Kanada och Norge.[1]
- Schweiz blir herrvärldsmästare  i London, Ontario  före USA och Kanada.[1]

### Cykel
- 10 maj - Tommy Prim, Sverige vinner Tour de Romandie avslutas.[1]
- 7 juni - Giovanni Battaglin, Italien vinner Giro d'Italia före Tommy Prim, Sverige.[1]
- 26 juli - Svenska mästerskapen i Kungsbacka avslutas.[1]

- Freddy Maertens, Belgien vinner landsvägsloppet vid VM
- Bernard Hinault, Frankrike vinner Tour de France för tredje gången
- Giovanni Battaglin, Italien vinner Vuelta a España

### Fotboll
- 8 februari -24 personer trampas ihjäl i Pireus på fotbollsmatchen Olympiakos-AEK (6-0) i grekiska ligan, direkt efter slutsignalen.[1]
- 7 maj – Kalmar FF vinner Svenska cupen för herrar genom att finalslå IF Elfsborg med 4-0 i Solna.[11]
- 13 maj - Dynamo Tbilisi vinner Europeiska cupvinnarcupen genom att besegra FC Carl Zeiss Jena med 2–1 i finalen på Rheinstadion i Düsseldorf.[12]
- 14 maj - Tottenham Hotspur FC vinner FA-cup-omspelsfinalen mot Manchester City FC med 3-2 på Wembley Stadium.[13]
- 20 maj - Ipswich Town vinner UEFA-cupen genom att i finalerna besegra AZ '67.[12]
- 27 maj - Liverpool FC vinner Europacupen för mästarlag genom att besegra Real Madrid med 1–0 i finalen på Parc des Princes i Madrid.[12]
- 14 juni - Liechtenstein spelar sin första herrlandskamp i fotboll, då man i Seoul spelar 1-1 mot Malata i en landskamp som man dock räknar som inofficiell.[14]
- 19 juli - Sverige blir nordiska dammästare i Finland före Finland och Danmark.[15]
- 23 augusti - Jitex BK vinner första upplagan av Svenska cupen för damer genom att finalslå Hammarby IF med 3-1 på straffar efter 1-1 i finalen på Söderstadion.[16][17]
- 20 september - Island spelar sin första officiella damlandskamp i fotboll, då man i Kilmarnock förlorar med 2-3 mot Skottland.[18]
- 24 oktober - Portugal spelar sin första officiella damlandskamp i fotboll, då man i Le Mans spelar 0-0 mot Frankrike.[19]
- Okänt datum – Karl-Heinz Rummenigge, Västtyskland, utses till Årets spelare i Europa.
- Okänt datum – Zico, Brasilien, utses till Årets spelare i Sydamerika.
- Okänt datum – Lakhdar Belloumi, Algeriet, utses till Årets spelare i Afrika.

#### Ligasegrare / resp. lands mästare
- Belgien - RSC Anderlecht
- England - Aston Villa FC
- Frankrike - AS Saint Étienne
- Italien - Juventus FC
- Nederländerna – AZ Alkmaar
- Skottland - Celtic FC
- Portugal – SL Benfica
- Spanien - Real Sociedad
- Sverige - Östers IF
- Västtyskland - FC Bayern München

### Friidrott
- 22 mars - Toshihiko Seko, Japan noterar vid tävlingar i Christchurch två nya två världsrekord, 1.13.55,8 och 1.29.18,8 på distanserna 25 000 meter och 30 000 meter.[20]
- 16 maj - Ben Plucknett, USA förbättrar världsrekordet i diskus för herrar då han kastar 71,20 meter vid tävlingar i Modesto.[1]
- 30-31 maj - Svenska stafettmästerskapen avgörs i Göteborg, och domineras av MAI.[1]
- 10 juni - Sebastian Coe, Storbritannien noteras för världsrekord på 1 500 meter löpning för herrar i Florens, där han klockas på 1.41.72 minuter.[1]
- 28 juni - Vladimir Poljakov, Sovjet noteras för världsrekord i stavhopp i Tiflis, där han hoppar 5,1 meter då Sovjet möter Östtyskland i en landskamp.[1]
- 7 juli - Ben Plucknett, USA förbättrar världsrekordet i diskus för herrar då han kastar 72,34 på Stockholms stadion. Veckan därpå stryks dock rekordet, då han stängs av på att ha använt anabola steroider.[1]
- 11-12 juli - Europacupen i mångkamp avgörs i Malmö.[1]
- 12 juli - Sebastian Coe, Storbritannien noteras för världsrekord på 1 000 meter löpning för herrar i på Bislett stadion i Oslo, där han klockas på 2.12.18 minuter.[1]
- 15 augusti - Bill Rogers, USA vinner herrklassen i Stockholm Marathon medan Ingrid Kristensen, Norge vinner damklassen.[1]
- 15-16 augusti - Östtyskland vinner både herr- och damklassen vid Europacupen i Helsingfors.[1]
- 26 augusti - Steve Ovett, Storbritannien noteras för världsrekord på en engelsk mil löpning för herrar i Koblenz, där han klockas på 1.41.72 minuter.[1]
- 28 augusti - Sebastian Coe, Storbritannien noteras för världsrekord på en engelsk mil löpning för herrar i Bryssel, där han klockas på 3.47.33 minuter.[1]
- 28-29 augusti - Finnkampen avgörs på Stockholms stadion. Finland vinner herrkampen med 214-196, medan Sverige vinner damkampen med 81-75.[1]
- 4-6 september - Europa vinner både herrklassen och Östtyskland damklassen vid världscupen i Rom.[1]
- 6 september - Henry Rono, Kenya noteras för världsrekord på 5 00 meter löpning för herrar i Knarvik, där han klockas på 13.06.20 minuter. Samtidigt noterar Paula Fudge, Storbritannien inofficiellt damvärldsrekord på samma distans, 15.14.51 minuter.[1]
- 17 oktober - Ann Jansson sätter Världsrekord i gång 10 km med tiden 47:58.2 min, Falkenberg
- 25 oktober - Alberto Salazar, USA vinner herrklassen vid New York City Marathon medan Allison Roe, Nya Zeeland vinner damklassen.[1]
- 13 december - IAAF stänger av svenska friidrottaren Linda Haglund i 12-18 månader för dopning.[1]
- 31 december - Víctor Mora, Colombia vinner herrklassen och Rosa Mota, Portugal vinner damklassen vid Sylvesterloppet i São Paulo.[21]
- Toshihiko Seko, Japan vinner herrklassen vid Boston Marathon.[22] medan Allison Roe, Nya Zeeland vinner damklassen.[23]

### Golf

#### Herrar
- 5 juli - Severiano Ballesteros, Spanien vinner SEO i Linköping.[1]

- The Masters vinns av Tom Watson, USA
- US Open vinns av David Graham, Australien
- British Open vinns av Bill Rogers, USA
- PGA Championship vinns av Larry Nelson, USA
- Mest vunna vinstpengar på PGA-touren: Tom Kite, USA med $375 699
- Mest vunna vinstpengar på Champions Tour (Senior-touren): Miller Barber, USA med $83 136
- Ryder Cup: USA besegrar Europa med 18½ - 9½

#### Damer
- 1 augusti - Debbie Massey, USA vinner British Open.[1]
- US Womens Open – Pat Bradley, USA
- LPGA Championship – Donna Caponi, USA
- Mest vunna vinstpengar på LPGA-touren: Beth Daniel, USA med $206 998

### Handboll
- 8 februari - Sovjet vinner World Cup-finalen i Dortmund genom att finalslå Västtyskland med 15-11.[1]
- 14 april - Vikingarnas IF blir svenska herrmästare.[1]

### Hastighetsåkning på skridskor
- 25 januari - Sergeh Berezin, Sovjet blir herr-Europamästare i Deventer före Amund Sjøbrend, Norge och Hilbert van der Duim, Nederländerna.[1]
- 21-22 februari - Frode Rønning, Norge blir sprintvärldsmästare på herrsidan i Grenoble före Sergej Chelbnikov, Sovjet och Anatolij Madennikov, Sovjet.[1]

### Hästsport

#### Galopp
- 1 april - Grand National avgörs.[1]

#### Ridsport
- 5 april - Göteborgs Prand Prix vinns av västtysken Fritz Ligges på hästen Goya.[1]

#### Travsport
- 5 april - Pekka Korpi, Finland försvarar segern i Europeiskt mästerskap för kuskar i Wien, före Gunnar Eggen, Norge och Rolf Dautzenberg, Västtyskland.[1]
- 31 maj - Elitloppet avgörs.[1]
- 26 juli - International Trot avgörs på Roosevelt Raceway utanför New York.[1]
- 29 augusti - Svenskt mästerskap avgörs på Åbytravet.[1]

### Innebandy
- 7 november - Svenska Innebandyförbundet bildas på stadshotellet i Sala av representanter från 15 klubbar.[24]

### Ishockey
- 2 januari - Sverige vinner juniorvärldsmästerskapet i Västtyskland före Finland och Tjeckoslovakien.[25]
- 19 mars - Färjestads BK blir svenska mästare i ishockey efter slutspelsvinst över AIK med 3 matcher mot 1.[26]
- 26 april - Sovjet blir världsmästare i Sverige före Sverige och Tjeckoslovakien.[27]
- 21 maj - Stanley Cup vinns av New York Islanders som besegrar Minnesota North Stars med 4 matcher mot 1 i slutspelet.[28]
- 9 augusti - CSKA Moskva, Sovjet vinner Europacupen i Ortisei före IFK Helsingfors, Finland och TJ Poldi SNOP Kladno, Tjeckoslovakien.[29]
- 13 september - Sovjet besegrar Kanada med 8-1 i avgörande finalen av Canada Cup i Montréal.[30]
- 9 december - Jofa undertecknar ett avtal med Sovjetunionen som gäller fram till 1988, där Jofa från 1982 skall hjälpa Sovjetunionen att bygga världens största fabrik för ishockeyutrustning.[1]
- 21 december - Sovjet vinner Izvestijaturneringen i Moskva före Tjeckoslovakien och Finland.[31]

### Kanotsport
- 1-2 augusti - Världsmästerskapen i Nottingham avgörs.[1]

### Konståkning
- 3-7 mars - Världsmästerskapen avgörs i Hartford Coliseum i Hartford.[1]

#### VM
- Herrar – Scott Hamilton, USA
- Damer – Denise Biellmann, Schweiz
- Paråkning – Irina Vorobjeva & Igor Lisovskij, Sovjetunionen
- Isdans – Jayne Torvill & Christopher Dean, Storbritannien

#### EM
- Herrar – Igor Bobrin, Sovjetunionen
- Damer – Denise Biellmann, Schweiz
- Paråkning – Irina Vorobjeva och Igor Lisovskij, Sovjetunionen
- Isdans – Jayne Torvill och Christopher Dean, Storbritannien

### Modern femkamp
- 22 augusti - 22-åriga polisen Anne Ahlgren från Sverige blir tidernas första damvärldsmästare i London.[1]

### Motorsport

#### Formel 1
- 18 juli - Slim Borgudd tar sin enda VM-poäng i ett F1-lopp vid Storbritanniens Grand Prix.
- 17 oktober - Världsmästare blir Nelson Piquet, Brasilien.

#### Rally
- 25 november - Ari Vatanen, Finland vinner rally-VM.

#### Speedway
- 5 september - Bruce Penhall, USA blir världsmästare på Wembley.[1]

#### Sportvagnsracing
- Den tyska biltillverkaren Porsche vinner sportvagns-VM.
- Jacky Ickx och Derek Bell vinner Le Mans 24-timmars med en Porsche 936.

### Orientering
- 2-3 april - Tiomila avgörs i trakten runt Tranbygge.[1]
- 2-4 september - Världsmästerskapen avgörs i Thun.[32]
- 24 juli - Femdagarsloppet i Moheda avslutas.[1]
- 24 november - Annichen Kringstad tilldelas Svenska Dagbladets guldmedalj.[1]

### Rodd
- 4 april - 22-årige Sue Brown blir första kvinna i tävlingens historia, då Oxford besegrar Cambridge i The Boat Race.[1]

### Schack
- 18 juli - 22-årige Dan Cramling blir svensk mästare i Ystad.[1]

### Simning
- 3-5 april - Svenska kortbanemästerskapen avgörs i Linköping.[1]
- 12 september - Europamästerskapen avslutas i Split.[1]

#### EM
- Vid EM i simning uppnådde svenska simmare följande resultat:
  - 100 m frisim, herrar – Per Johansson
  - 200 m frisim, herrar – 2. Mikael Söderlund
  - 200 m frisim, herrar – 3. Tomas Lejdström
  - 200 m fjäril, herrar – 2. Pär Arvidsson
  - Lagkapp 4 x 100 m frisim, herrar – 2. Sverige
  - Lagkapp 4 x 200 m frisim, herrar – 3. Sverige
  - Lagkapp 4 x 100 m medley, herrar – 2. Sverige

### Skidor, alpint
- 28 mars - Phil Mahre, USA säkrar slutsegern i herrvärldscupen före Ingemar Stenmark, Sverige vid tävlingar i Borovets.[1]

#### Herrar

##### Världscupen
- Totalsegrare: Phil Mahre, USA
- Slalom: Ingemar Stenmark, Sverige
- Storslalom: Ingemar Stenmark, Sverige
- Störtlopp: Harti Weirather, Österrike

##### SM
- Slalom vinns av Stig Strand, Groko Alpina SK, Luleå. Lagtävlingen vinns av Östersund-Frösö SLK.
- Storslalom vinns av Stig Strand, Groko Alpina SK, Luleå. Lagtävlingen vinns av Tärna IK Fjällvinden.
- Störtlopp vinns av Benny Lindberg, Djurgårdens IF. Lagtävlingen vinns av Åre SLK.

#### Damer

##### Världscupen
- Totalsegrare: Marie-Therese Nadig, Schweiz
- Slalom: Erika Hess, Schweiz
- Storslalom: Tamara McKinney, USA
- Störtlopp: Marie-Therese Nadig, Schweiz

##### SM
- Slalom vinns av Ann Melander, Täby SLK. Lagtävlingen vinns av Täby SLK.
- Storslalom vinns av Catharina Glassér-Bjerner, Tärna IK Fjällvinden. Lagtävlingen vinns av Täby SLK.
- Störtlopp vinns av Helena Hedman, Gävle Alpina SK.

### Skidor, nordiska grenar
- 26 februari - 21-årige Armin Kogler från Österrike noterar nytt världsrekord i skidflygning, då han hoppar 180 meter i Oberstdorf vid kvalificeringstävlingar för världsmästerskapen.[1]
- 6-8 mars - Svenska skidspelen avgörs i Falun.[1]
- 11-15 mars - Holmenkollen skifestival avgörs i Oslo.[1]

#### Herrar
- 27 februari-1 mars - Jari Puikkonen, Finland blir världsmästare i skidflygning i Oberstdorf före Oberstdorf och Armin Kogler, Österrike.[1]
- 22 mars - Världscupen i längdskidåkning avslutas i Whitehorse. Totalsegrare blir Alexander Savjalov, Sovjet.[1]

##### Världscupen
- 1 Aleksandr Savjalov, Sovjetunionen
- 2 Oddvar Brå, Norge
- 3 Ove Aunli, Norge

##### Övrigt
- 1 mars - Sven-Åke Lundbäck,  IFK Råneå vinner Vasaloppet.[33] då damer för första gången sedan Margit Nordin deltog 1923 tillåts åka loppet.[34]

##### SM
- 15 km vinns av Thomas Eriksson, Domnarvets GIF. Lagtävlingen vinns av Åsarna IK.
- 30 km vinns av Thomas Wassberg, Åsarna IK. Lagtävlingen vinns av Åsarna IK.
- 50 km vinns av Thomas Eriksson, Domnarvets GIF. Lagtävlingen vinns av Åsarna IK.
- Stafett 3 x 10 km vinns av Åsarna IK med laget  Hans Persson, Jan Ottosson och Thomas Wassberg .

#### Damer

##### Världscupen
- 1 Raisa Smetanina, Sovjetunionen
- 2 Berit Aunli, Norge
- 3 Kvĕtoslava Jeriová, Tjeckoslovakien

##### SM
- 5 km vinns av Carina Sandberg, Grava SK. Lagtävlingen vinns av Högbo AIK.
- 10 km vinns av Marie Johansson, Ludvika FFI. Lagtävlingen vinns av Högbo AIK.
- 20 km vinns av Carina Sandberg, Grava SK. Lagtävlingen vinns av IFK Mora.
- Stafett 3 x 5 km vinns av Högbo AIK med laget  Kristina Olsson, Ann-Christine Palander och Gunnel Mörtberg .

### Skidskytte

#### Herrar

##### VM
- Sprint 10 km
  - 1 Frank Ullrich, DDR
  - 2 Erkki Antila, Finland
  - 3 Yvon Mougel, Frankrike
- Distans 20 km
  - 1 Heikki Ikola, Finland
  - 2 Frank Ullrich, DDR
  - 3 Erkki Antila, Finland
- Stafett 4 x 7,5 km
  - 1 DDR – Mathias Jung, Mathias Jacob, Frank Ullrich & Everhard Rösch
  - 2 Västtyskland – Peter Angerer, Andreas Schweiger, Fritz Fischer & Franz Bernreiter
  - 3 Sovjetunionen – Vladimir Alikin, Anatolij Aljabjev, Vladimir Barnasjov & Vladimir Gavrikov

##### Världscupen
- 1 Frank Ullrich, DDR
- 2 Kjell Søbak, Norge
- 3 Anatolij Aljabjev, Sovjetunionen

### Tennis

#### Herrar
- 14-18 januari - Björn Borg, Sverige vinner GP Masters-finalen i New York mot Ivan Lendl, Tjeckoslovakien med 3-0 i set.[1]
- 29 januari - Björn Borg, Sverige utses av ILTF till världsmästare för tredje säsongen i rad på herrsidan, medan Chris Evert-Lloyd, USA utses på damsidan.[1]
- 3 maj - John McEnroe, USA besegrar Johan Kriek, Nederländerna med 3-0 i set i WCT-finalen i Dallas.[1]
- 27 juli - Thierry Tulasne, Frankrike vinner Swedish Open genom att finalslå Anders Järryd, Sverige med 3-2 i set.[1]
- 13 december - Davis Cup: USA finalbesegrar Argentina med 3-1 i Cincinnati.[35]
- Tennisens Grand Slam:
  - 7 juni - Björn Borg, Sverige vinner Franska öppna genom att finalslå Ivan Lendl, Tjeckoslovakien med 2-0 i set.[1]
  - 4 juli - John McEnroe, USA besegrar Björn Borg, Sverige med 3-1 i set i Wimbledonfinalen.
  - 13 september - John McEnroe, USA besegrar Björn Borg, Sverige med 3-1 i set i US Open-finalen.[1]
  - Australiska öppna - Johan Kriek, Sydafrika

#### Damer
- Tennisens Grand Slam:
  - Franska öppna - Hana Mandliková, Tjeckoslovakien
  - Wimbledon - Chris Evert-Lloyd, USA
  - US Open - Tracy Austin, USA
  - Australiska öppna - Martina Navratilova, USA
- 15 november - USA vinner Federation Cup genom att finalbesegra Storbritannien med 3-0 i Tokyo.[36]

### Volleyboll
- 27 september - I Bulgarien avgörs Europamästerskapen i volleyboll för både herrar och damer. Sovjet vinner herrturneringen i Varna före Bulgarien och Polen.[37], medan Bulgarien vinner damturneringen i Sofia före Sovjet och Ungern.[38]

## Evenemang
- VM i curling för damer anordnas i Perth, Skottland
- VM i curling för herrar anordnas i London, Ontario Kanada
- VM på cykel anordnas i Prag, Tjeckoslovakien
- VM i ishockey anordnas i Göteborg och Stockholm, Sverige
- VM i konståkning anordnas i Hartford, USA
- VM i skidskytte anordnas i Lahtis, Finland
- EM i konståkning anordnas i Innsbruck, Österrike
- EM i simning anordnas i Split, Jugoslavien

## Födda
- 15 januari - El-Hadji Diouf, senegalesisk fotbollsspelare.
- 10 februari – Fränzi Aufdenblatten, schweizisk alpin skidåkare.
- 13 februari - Liam Miller, irländsk fotbollsspelare.
- 16 februari
  - Jenny Kallur, svensk friidrottare.
  - Susanna Kallur, svensk friidrottare.
- 19 februari – Andreas Vinciguerra, svensk tennisspelare.
- 24 februari - Lleyton Hewitt, australisk tennisspelare.
- 25 februari - Park Ji-Sung, sydkoreansk fotbollsspelare
- 9 mars – Markus Jonsson, svensk fotbollsspelare.
- 10 mars – Samuel Eto'o, kamerunsk fotbollsspelare.
- 19 april – Martin Havlát, tjeckisk ishockeyspelare.
- 25 april
  - Felipe Massa, brasiliansk racerförare.
  - Anja Pärson, svensk utförsåkare.
- 20 maj – Iker Casillas, spansk fotbollsspelare.
- 21 maj – Anna Rogowska, polsk friidrottare.
- 30 maj – Gianmaria Bruni, italiensk racerförare.
- 7 juni – Anna Kurnikova, rysk tennisspelare.
- 11 juni – Fjodor Fjodorov, rysk ishockeyspelare.
- 15 juni – Emma Snowsill, australisk triathlonist
- 25 juni – Simon Ammann, schweizisk backhoppare.
- 8 juli – Anastasija Myskina, rysk tennisspelare.
- 14 juli – Matti Hautamäki, finländsk backhoppare.
- 27 juli – Ulf Einarsson, svensk bandyspelare.
- 29 juli – Fernando Alonso, spansk racerförare.
- 6 augusti – Vitantonio Liuzzi, italiensk racerförare.
- 8 augusti – Roger Federer, schweizisk tennisspelare,
- 12 augusti – Djibril Cissé, fransk fotbollsspelare.
- 28 augusti – Martin Erat, tjeckisk ishockeyspelare.
- 6 september – Søren Larsen, dansk fotbollsspelare
- 12 september – Krissy Wendell, amerikansk ishockeyspelare.
- 26 september – Serena Williams, amerikansk tennisspelare.
- 3 oktober
  - Zlatan Ibrahimović, svensk fotbollsspelare.
  - Andreas Isaksson, svensk fotbollsspelare.
- 6 oktober – Mikael Dorsin, svensk fotbollsspelare.
- 15 oktober – Jelena Dementieva, rysk tennisspelare.
- 20 oktober – Stefan Nystrand, svensk simmare.
- 28 oktober – Milan Baroš, tjeckisk fotbollsspelare.
- 2 november – Tatjana Totmianina, rysk konståkare.
- 16 november – Anna Lindberg, svensk simhoppare.
- 11 december – Javier Saviola, argentinsk fotbollsspelare.

## Avlidna
- 18 februari – Gösta Nordgren, 54, Snoddas, svensk sångare och bandyspelare.[1]
- 23 mars – Mike Hailwood, 40, brittisk racerförare.[1]
- 12 april – Joe Louis, 66, amerikansk tungviktsboxare, världsmästare 1937-1949.[1]
- 16 maj – Gustaf Dyrssen, 90, svensk modern femkampare.[1]
- 20 maj – Lauri Pihkala, 93, finländsk friidrottare och idrottsteoretiker, utvecklare av blixtboll och boboll.
- 2 augusti – Delfo Cabrera, 62, argentinsk maratonlöpare.
- 27 augusti – Valerij Charlamov, 33, sovjetisk ishockeyspelare.
- 27 september – Bronisław Malinowski, 30, polsk hinderlöpare.[1]
- 22 oktober – David Burghley (Lord Burghley), brittisk friidrottare, president i IAAF.[1]
- 27 november – Max Euwe, 80, nederländsk schackspelare.[1]

### Fotnoter
1. 1 2 3 4 5 6 7 8 9 10 11 12 13 14 15 16 17 18 19 20 21 22 23 24 25 26 27 28 29 30 31 32 33 34 35 36 37 38 39 40 41 42 43 44 45 46 47 48 49 50 51 52 53 54 55 56 57 58 59 60 61 62 63 64 65 66 67 68 69 70 71 72 73 74 75 76 77 78   Horisont 1981. Bertmarks
2. ↑  ”FIB History” (på engelska). International Bandy Federation. https://www.worldbandy.com/about-fib/. Läst 20 augusti 2011.
3. ↑  ”World Championships 1980/81” (på engelska). Bandysidan. http://www.bandysidan.nu/event.php?EVID=77. Läst 20 augusti 2011.
4. ↑  Erik Jonsson (14 mars 1981). ”1980–1989”. Svenska Bandyförbundet. Arkiverad från originalet den 17 mars 2020. https://web.archive.org/web/20200317214724/https://www.svenskbandy.se/BANDYFINALEN/HISTORIK/Svenskamastare/Damer/1980-1989. Läst 18 mars 2020.
5. ↑  Erik Jonsson (22 mars 1981). ”1980–1989”. Svenska Bandyförbundet. https://www.svenskbandy.se/BANDYFINALEN/HISTORIK/Svenskamastare/Herrar/1980-1989/. Läst 18 mars 2020.
6. ↑  Jimmy Andersson. ”Slutspelet 1980/81”. Jimbobandy. Arkiverad från originalet den 25 maj 2012. https://archive.is/20120525064020/http://www.jimbobandy.nu/80-tal/81_slut.html. Läst 20 augusti 2011.
7. ↑  ”1981 World Series” (på engelska). Baseball-Reference.com. http://www.baseball-reference.com/postseason/1981_WS.shtml. Läst 10 juli 2015.
8. ↑  ”Basketball Reference”. http://www.basketball-reference.com/leagues/NBA_1981_games.html. Läst 25 augusti 2011.
9. ↑  ”Sport Statistics”. http://todor66.com/basketball/Europe/Men_1981.html. Läst 24 augusti 2011.
10. ↑  ”Sport Statistics”. Arkiverad från originalet den 11 september 2016. https://web.archive.org/web/20160911011134/http://www.todor66.com/basketball/Europe/Women_1981.html. Läst 24 augusti 2011.
11. ↑  Jimmy Lindahl (31 juli 2005). ”Svenska cupen – finalmatcher”. Bolletinen. http://www.bolletinen.se/sfs/pdf/stat_h_allsvens_1941_2005_stat_herr_cupen_finalmatcher.pdf. Läst 21 augusti 2012.
12. 1 2 3  ”European Competitions 1980-81” (på engelska). RSSSF. http://www.rsssf.com/ec/ec198081.html. Läst 16 augusti 2011.
13. ↑  ”England FA Challenge Cup 1980-1981” (på engelska). RSSSF. http://www.rsssf.com/tablese/engcup1981.html. Läst 19 augusti 2012.
14. ↑  ”Liechtenstein - International Results” (på engelska). RSSSF. http://www.rsssf.com/tablesl/lie-intres.html. Läst 20 augusti 2011.
15. ↑  ”Nordic Championships (Women) 1981” (på engelska). RSSSF. http://www.rsssf.com/tablesw/wnord7482.html#81. Läst 20 augusti 2012.
16. ↑  Jimmy Lindahl (31 juli 2005). ”Svenska cupen för damer”. Bolletinen. http://www.bolletinen.se/sfs/pdf/stat_d_lanslag_19981_2005_sv_cup_damer.pdf. Läst 21 augusti 2012.
17. ↑  ”1981”. Hammarby IF:s historia. http://hifhistoria.se/Historia/1981.html. Läst 23 mars 2020.
18. ↑  ”Iceland - Women - International Results” (på engelska). RSSSF. http://www.rsssf.com/tablesi/ijs-wom-intres.html. Läst 20 augusti 2011.
19. ↑  ”Portugal - Women - International Results” (på engelska). RSSSF. http://www.rsssf.com/tablesp/port-wom-intres.html. Läst 20 augusti 2011.
20. ↑  ”Aftonbladet”. 22 mars 1999. http://wwwc.aftonbladet.se/arhundradets/dagar/990322.html. Läst 2 september 2011.
21. ↑  ”1980” (på portugisiska). Sylvesterloppet. Arkiverad från originalet den 25 februari 2014. https://web.archive.org/web/20140225133111/http://www.saosilvestre.com.br/1980/item/1980. Läst 19 augusti 2012.
22. ↑  ”Boston Marathon”. Arkiverad från originalet den 27 april 2015. https://web.archive.org/web/20150427035419/http://www.baa.org/races/boston-marathon/boston-marathon-history/past-champions/past-mens-open-champions.aspx. Läst 9 april 2011.
23. ↑  ”Boston Marathon”. Arkiverad från originalet den 7 mars 2012. https://web.archive.org/web/20120307073943/http://www.baa.org/races/boston-marathon/boston-marathon-history/past-champions/past-womens-open-champions.aspx. Läst 9 april 2011.
24. ↑  ”Datum i innebandyhistorien”. Svenska Innebandyförbundet. Arkiverad från originalet den 15 maj 2021. https://web.archive.org/web/20210515132333/https://epiadmin.innebandy.se/sv/StatistikHistorik/Datum-i-innebandyhistorien/. Läst 22 augusti 2011.
25. ↑  ”Championnat du monde 1981 des moins de 20 ans” (på franska). Hockey Archives. 2 januari 1980. https://www.hockeyarchives.info/U-20_1981.htm. Läst 15 augusti 2011.
26. ↑  ”Championnat de Suède 1980/81” (på franska). Hockey Archives. 19 mars 1981. https://www.hockeyarchives.info/Suede1981.htm. Läst 15 augusti 2011.
27. ↑  ”Championnats du monde 1981” (på franska). Hockey Archives. 26 april 1981. https://www.hockeyarchives.info/mondial1981.htm. Läst 15 augusti 2011.
28. ↑  ”NHL 1980/81” (på franska). Hockey Archives. https://www.hockeyarchives.info/NHL1981.htm. Läst 23 mars 2020.
29. ↑  ”Coupe d'Europe 1980/81” (på franska). Hockey Archives. 9 augusti 1981. https://www.hockeyarchives.info/Europe1981.htm. Läst 9 september 2012.
30. ↑  ”Coupe Canada 1981” (på franska). Hockey Archives. 13 september 1981. https://www.hockeyarchives.info/coupecanada1981.htm. Läst 15 augusti 2011.
31. ↑  ”Matches internationaux 1981/82” (på franska). Hockey Archives. 21 december 1981. https://www.hockeyarchives.info/inter1982.htm. Läst 20 augusti 2012.
32. ↑  ”World Orienteering Championships 1981” (på engelska). http://orienteering.org/events/?event_id=24. Läst 20 augusti 2012.
33. ↑  ”Historiska segrare”. Vasaloppet. Arkiverad från originalet den 22 mars 2020. https://web.archive.org/web/20200322121012/https://www.vasaloppet.se/wp-content/uploads/sites/1/2019/09/historiska_segrare_vasaloppet_sve_2019-09-18.pdf. Läst 5 september 2011.
34. ↑  ”Vasaloppets utveckling”. Vasaloppet. https://www.vasaloppet.se/om-oss/historia/utveckling/. Läst 5 september 2011.
35. ↑  ”Davis Cup”. http://www.daviscup.com/en/results/tie/details.aspx?tieId=10000503. Läst 20 augusti 2011.
36. ↑  ”Fed Cup”. Arkiverad från originalet den 19 april 2012. https://web.archive.org/web/20120419211307/http://www.fedcup.com/en/results/tie/details.aspx?tieId=20004430. Läst 21 augusti 2011.
37. ↑  ”Sport Statistics”. Arkiverad från originalet den 24 mars 2012. https://web.archive.org/web/20120324231645/http://todor66.com/volleyball/Europe/Men_1981.html. Läst 24 augusti 2011.
38. ↑  ”Sport Statistics”. Arkiverad från originalet den 1 mars 2011. https://web.archive.org/web/20110301110906/http://todor66.com/volleyball/Europe/Women_1981.html. Läst 24 augusti 2011.